# Šíd
Šíd este o comună slovacă, aflată în districtul Lučenec din regiunea Banská Bystrica. Localitatea se află la altitudinea de 216 m deasupra n.m., se întinde pe o suprafață de 15,24 km2 și în 2017 număra 1.306 locuitori.

## Istoric
Localitatea Šíd este atestată documentar din 1365.

## Demografie
| An:                | 1994 | 2004   | 2014    | 2024    |
| ------------------ | ---- | ------ | ------- | ------- |
| Număr de persoane: | 1082 | 1135   | 1284    | 1431    |
| Diferență:         |      | +4,89% | +13,12% | +11,44% |

| An:                | 2023 | 2024   |
| ------------------ | ---- | ------ |
| Număr de persoane: | 1429 | 1431   |
| Diferență:         |      | +0,13% |